# Epichilo parvellus
Epichilo parvellus là một loài bướm đêm trong họ Crambidae.